# Національні Народні Доми (Чернівці)

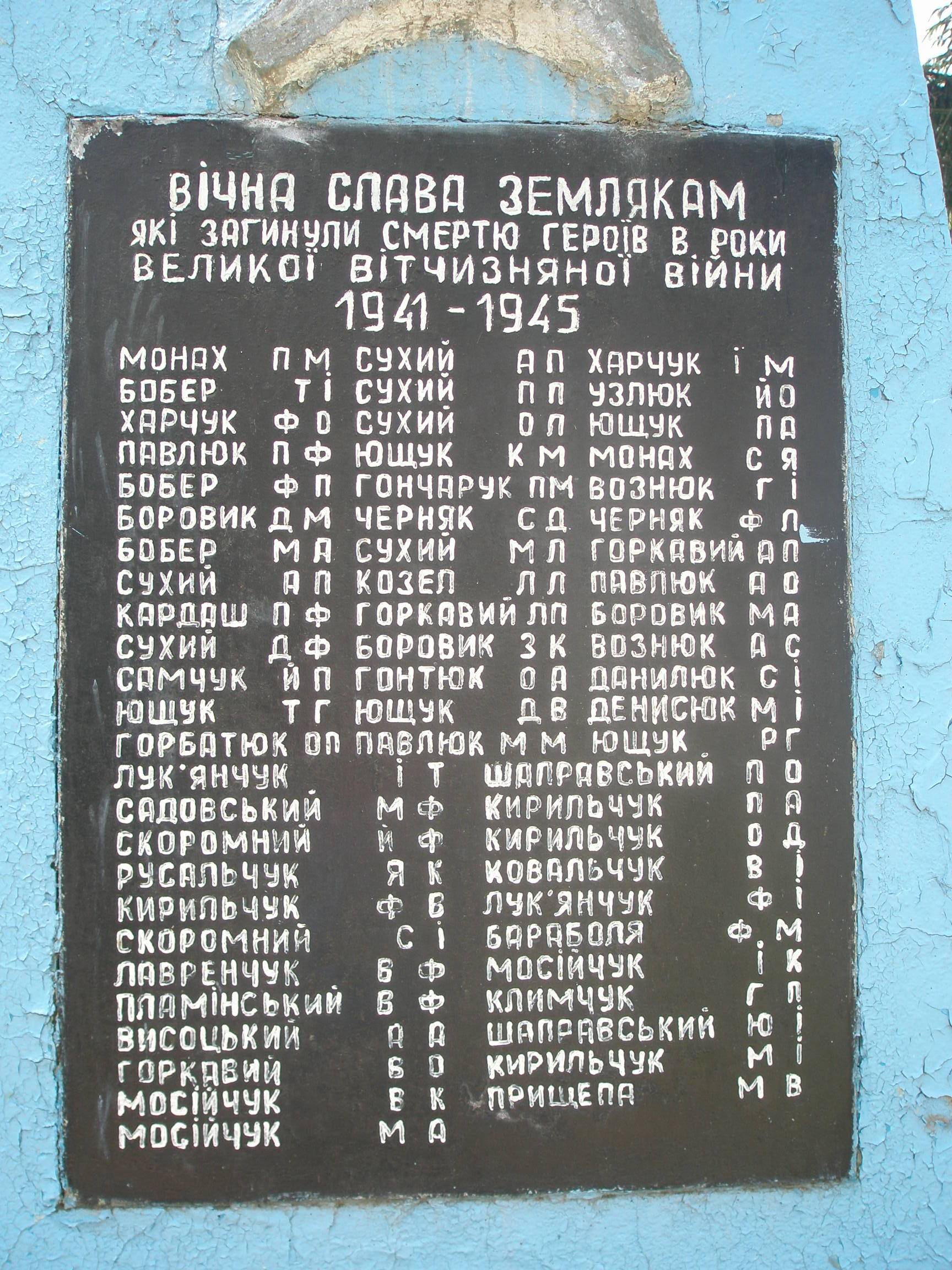
Пам'ятна дошка, встановлена в Чернівцях на Центральній площі біля входу в Літературне кафе книжкового магазину «Українська книга»

Національні Народні Доми в місті Чернівці — збудовані наприкінці 19-го — на початку 20-го століття, вони стали центром культурного, громадського і політичного життя національних громад у Чернівцях та на Буковині.

## Поліетнічність Чернівців
Особливістю Буковини за всіх часів був і залишається феномен її поліетнічності.

«Ми були одним серцем і однією душею — німці, румуни, поляки, євреї й українці» — писав Г.Дроздовський, відомий австрійський письменник, уродженець Чернівців (1899-1987).

Романтичною легендою від покоління до покоління передаються слова німецького публіциста Георга Гайцена, який писав: «Чернівці — це місто у напівдорозі між Києвом і Бухарестом, між Краковом і  Одесою, було негласною столицею Європи, де співали найкращі  колоратурні сопрано, де тротуари підмітали букетами троянд і де книгарень було більше, ніж кав'ярень. Чернівці — це корабель задоволень з українською командою, німецькими офіцерами і єврейськими пасажирами на борту, який під австрійським прапором постійно тримав курс між Заходом і Сходом».
З етнічної точки зору, Чернівці були найбільш «змішаною» із всіх провінційних столиць Габсбурзької Імперії.
На 1910 рік із 90 000 загального населення, 33 відсотки становили євреї, 17 — німці, 17 — українці, 16 — румуни та 14 — поляки. Решту складали вірмени, мадяри, словаки, (липовани (російські старообрядці) тощо.
Багатонаціональний склад мешканців міста протягом багатьох десятиліть навчився будувати свої стосунки  толерантно, з урахуванням національних запитів кожної народності, будь-які суперечки вирішувались мирним шляхом. Слід додати й те, що багато чернівчан володіли 3-4 мовами, що сприяло допомозі і взаєморозумінню між мешканцями різних національностей. Тут не зафіксовано якихось гострих конфліктів на національному ґрунті, у які були б втягнуті маси різнонаціонального населення і які б вели до сутичок та кровопролиття, як це інколи мало місце в  Галичині між українцями і поляками.

Потрібно відмітити, що на Буковині мав місце факт мирного співіснування людей не тільки різних національностей, але і різних конфесій.
Багатонаціональна Буковина була краєм, де, крім української нації, розвивалась румунська, німецька, єврейська, польська та інші.
Центрами культури різних народів буковинського краю були Народні доми.
В австрійські часи, кожна більша етнічна група розвинула мережу різноманітних культурних, освітніх, спортивних, політичних та суспільних організацій та спілок. Народні доми будувалися як місця зустрічі. Водночас, вони мали виражати впевненість та гордість етнічних груп.
Чернівецькі газети писали тоді: «Із придбанням власних національних будинків культурне та громадське життя населення Чернівців та Буковини помітно активізувалось. Одним із найважливіших досягнень товариств є те, що національна свідомість у цілому в краї піднялася. Національні доми стали місцем зборів не тільки для національної роботи, а й також для спілкування і відпочинку».
Численні вечори відпочинку із найрізноманітнішими програмами, «круглі столи», обговорення актуальних питань, консультації досвідчених юристів — ці та багато інших заходів проводились в приміщеннях Національних народних домів.

## Національні Народні Доми в місті Чернівці
Національні Доми в Чернівцях були збудовані на рубежі 19-20 століть.

### Український Народний Дім у Чернівцях

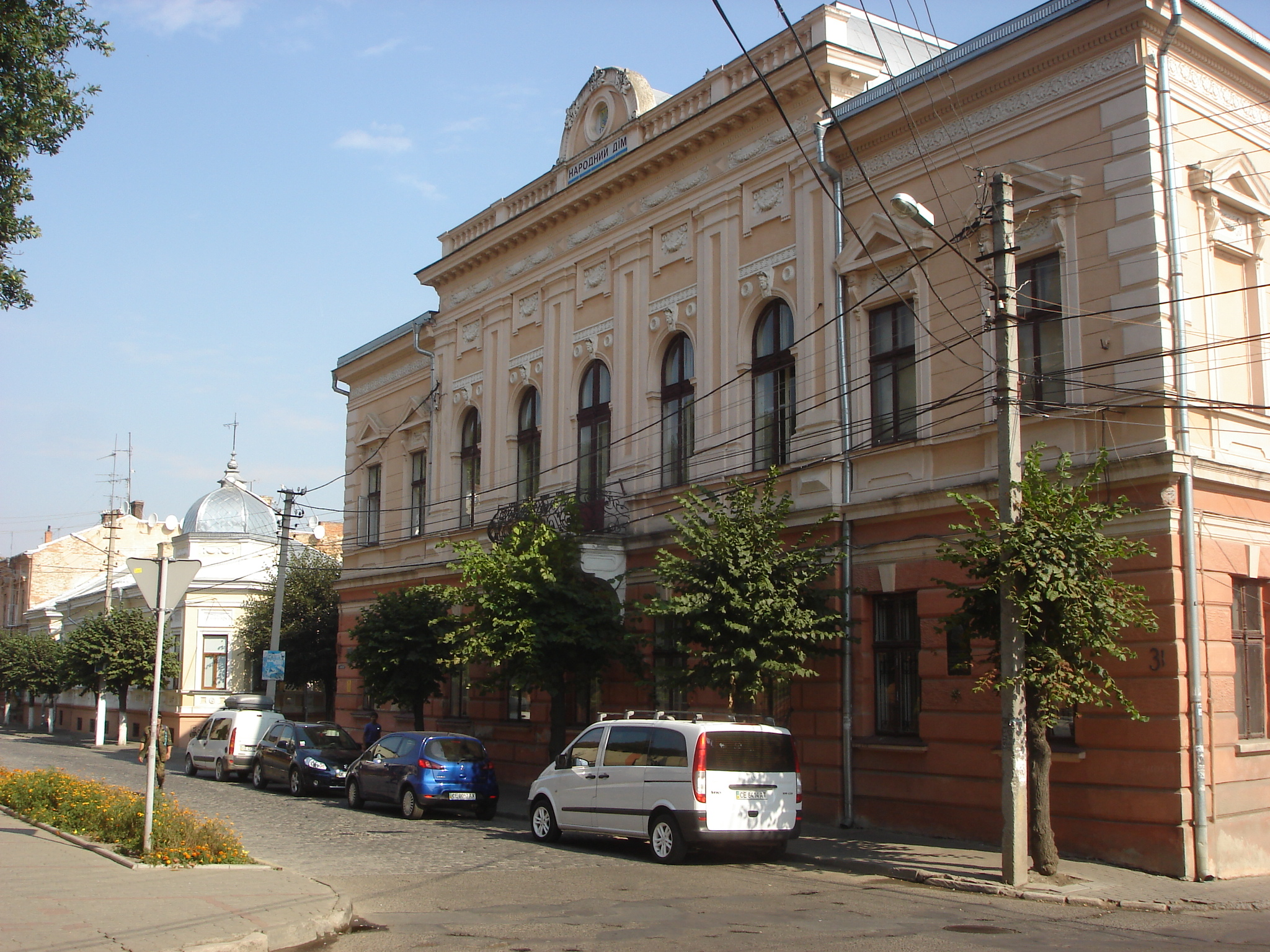
Український Народний Дім у Чернівцях

Збудований в кінці 19-го століття українською спілкою «Народний Дім», став центром українського життя у Буковині. Йому судилося відіграти важливу роль у відродженні української мови та ідентичності перед Першою Світовою війною, проводити націотворчу діяльність в період становленням і утвердження української Незалежності.

Будівля «Український народний дім» є власністю українського товариства «Народний Дім» вже понад 125 років, він є пам'яткою історії і охороняється державою.

Ідея заснувати українське товариство «Народний Дім» було проголошена в 1875 році на засіданні товариства «Руська Бесіда».

Завдяки зусиллям гурту товариство «Народний Дім» зуміло за короткий час придбати та розбудувати свою оселю.
Було придбано два будинки по вулиці Петровича і там же дві ділянки землі.

Будинки були трохи перебудовані і в 1888 році товариство і газета «Буковина» перейшли в своє приміщення.

Перед Першою світовою війною майже всі українські товариства знаходилися в приміщенні «Народного Дому».

З приходом в 1940 році на Буковину радянської влади Український Народний Дім було закрито.

В 1944 році, після повернення радянської влади в Чернівці, будинок Народного Дому було передано під клуб НКВС (рос. НКВД), а потім відведено під Дім учителя. Пізніше тут також розмістили Будинок художньої самодіяльності, Правління обласної спілки письменників, Чернівецький обласний центр народної творчості.

Після настання в 1991 році Незалежної України, Народний Дім знову став місцем проведення громадсько-політичних та культурно-освітніх заходів, які тут проводять різні українські організації Буковини.

### Єврейський народний дім у Чернівцях

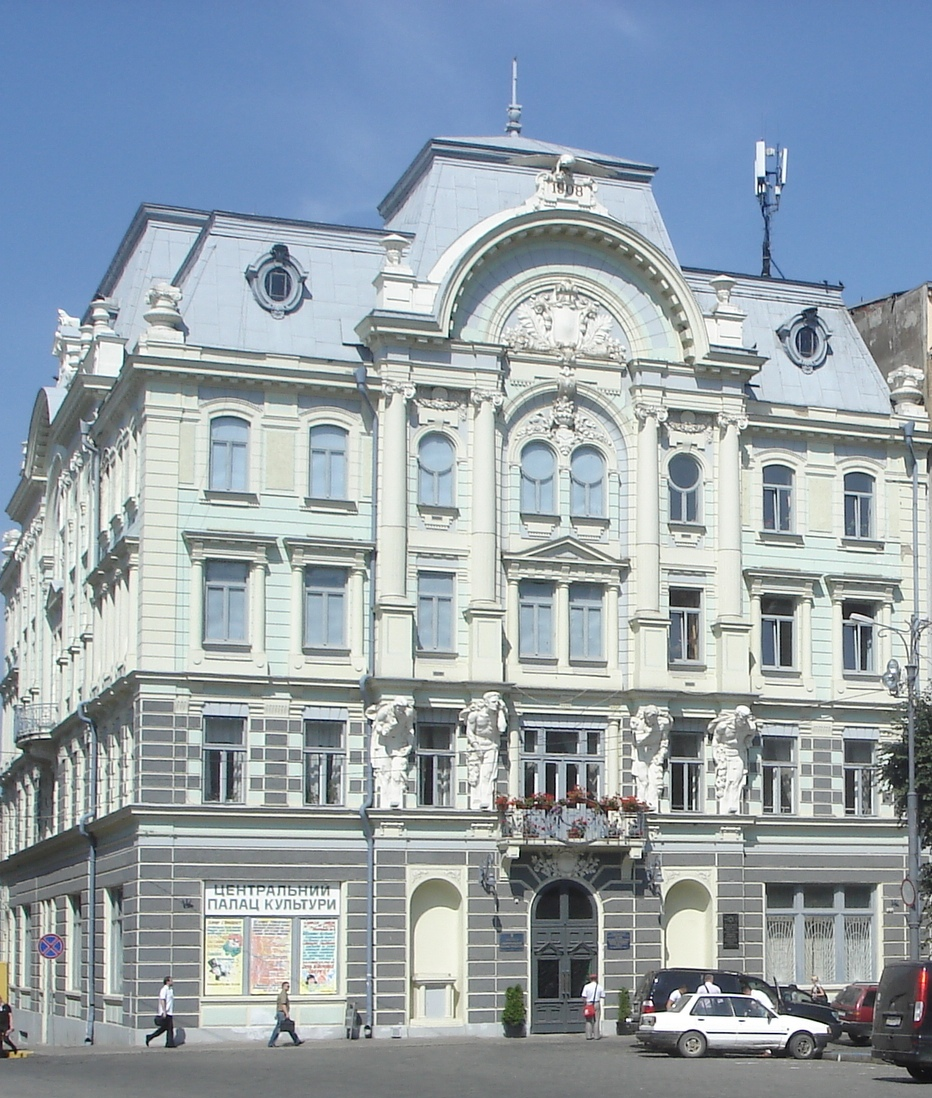
Єврейський народний дім у Чернівцях

Збудований на початку XX століття (1908) єврейською релігійною громадою.
Поява Єврейського дому гармонійно доповнила картину розмаїття національного життя австрійських Чернівців, представленого на той час народними домами української, румунської, польської та німецької громад.

До Другої Світової війни він був центром єврейського життя у Чернівцях; тут містилися різноманітні єврейські спілки та організації.

З приходом радянської влади (1940) приміщення було передано під міський Будинок культури.

Нині це — Центральний палац культури Чернівецької міської ради.

Єврейські громадські організації повернулися до свого Народного дому лише на початку 90-х, в  незалежній Україні.

Тут, згідно з рішенням Чернівецького міськвиконкому, розмістилися на першому поверсі Товариство єврейської культури імені Еліезера Штейнбарга та відкритий у 2008 році Музей історії та культури євреїв Буковини, решту приміщень Єврейського дому займає міський палац культури Чернівців.

### Німецький Народний Дім у Чернівцях

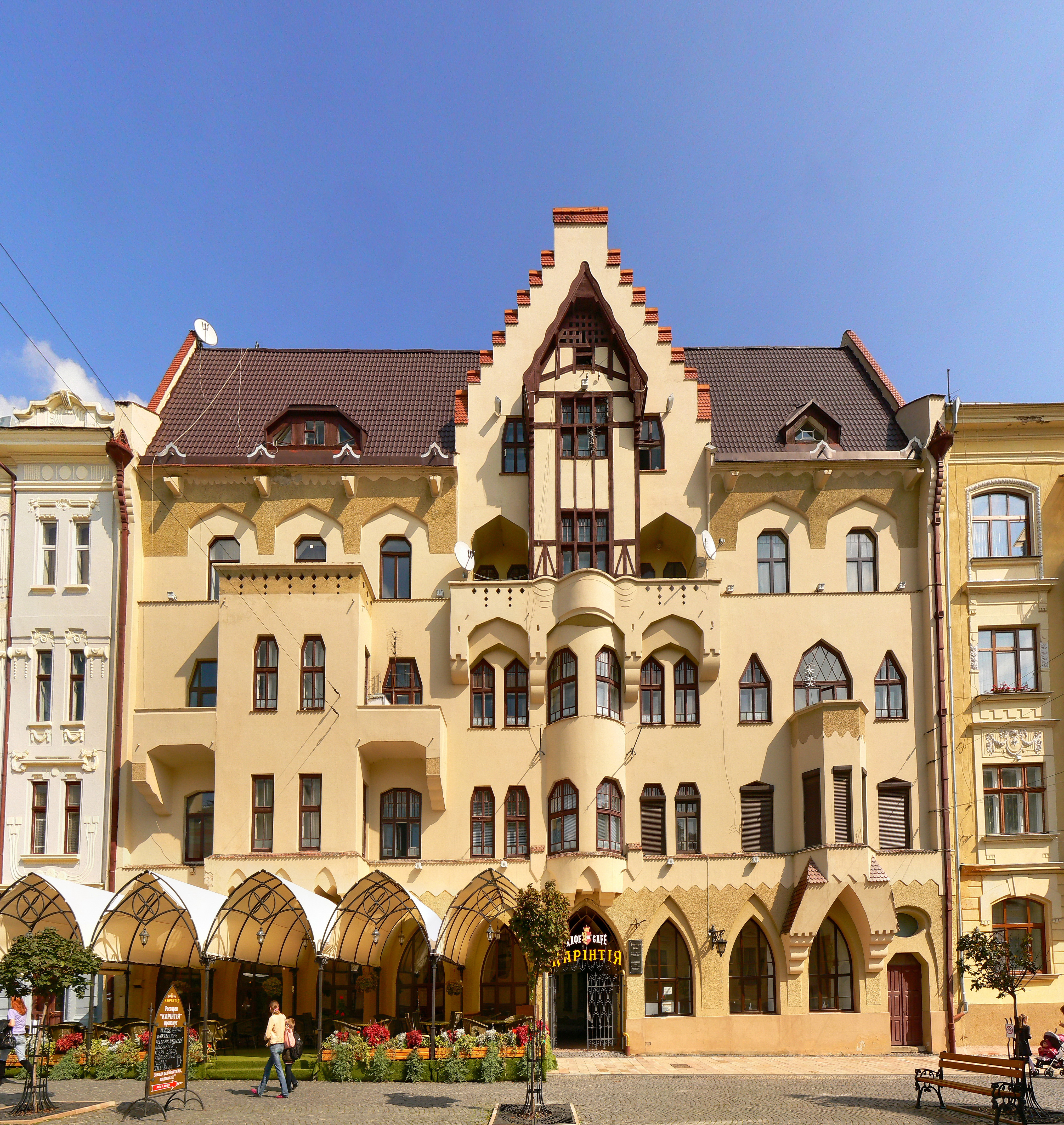
Німецький Народний Дім у Чернівцях

Збудований на початку XX століття спілкою чернівецьких німецьких товариств, який став центром німецького культурного і громадського життя у  Чернівцях та на Буковині.

4 червня 1910 року будівництво Німецького Дому було завершено.

Перша Світова війна припинила на чотири роки розбудову німецького культурного та громадянського життя на Буковині. І лише з 1919 року починається поступове відродження німцями всього набутого до війни.

Після приходу в Буковину Радянської Армії та переселення німців до Німеччини у 1940 році будинок було пристосовано до потреб нової влади.

Зі здобуттям Україною незалежності поступово відродились національні традиції національних меншин краю, в тому числі і німців.

Нині тут працює Товариство австрійсько-німецької культури «Відродження», де спілкуються, зустрічають традиційні німецькі свята, влаштовують концерти, переглядають фільми про історичну Батьківщину, часто звучить німецька мова, до якої долучається молоде покоління буковинських німців. Як і раніше, знову відчинені для гостей двері святкової зали, яка носить ім'я видатного чернівчанина Георга Дроздовського.

### Польський Народний Дім у Чернівцях

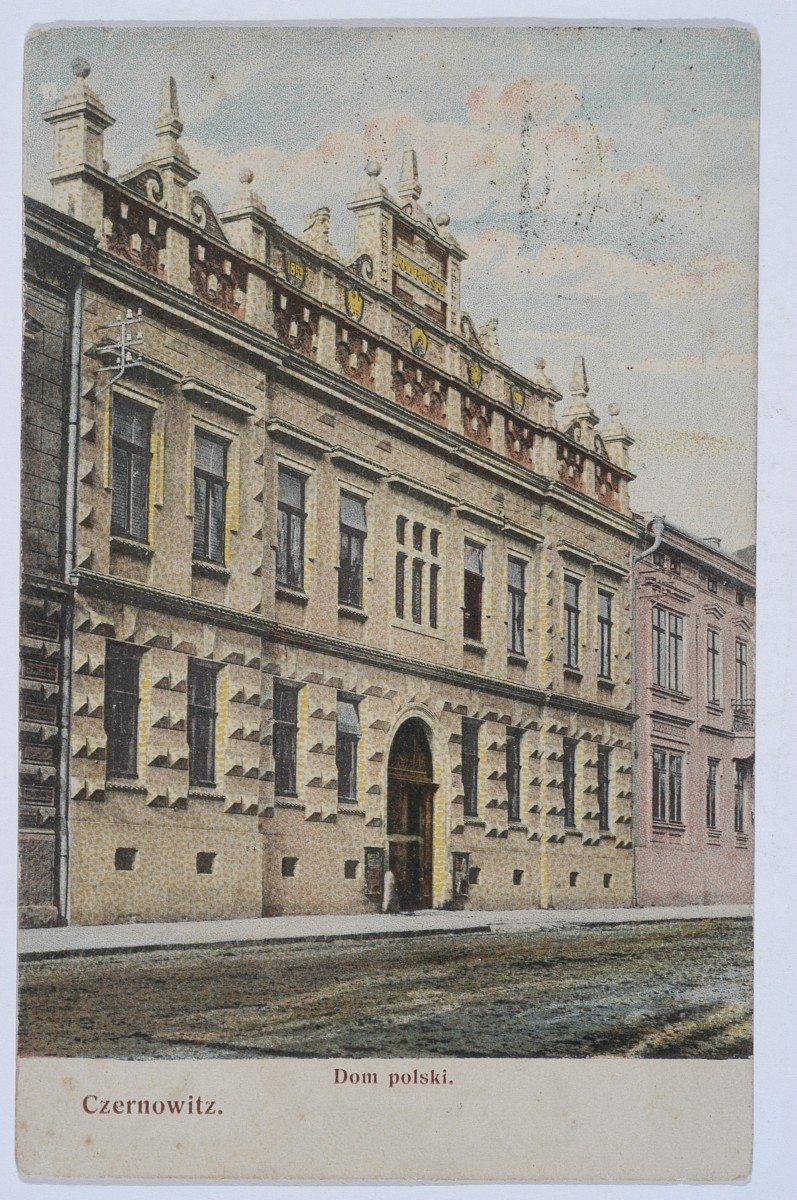
Польський Народний Дім у Чернівцях

Збудований (перебудований) на початку XX століття спілкою «Польська Читальня»..
5 грудня 1905 року відбулося освячення Польського Народного Дому, яке перетворилось на велике національне свято буковинських поляків.

Польський Дім став центром культурного життя польського населення краю і залишався ним аж до приходу радянської влади, до 1945 року.

У радянський час приміщення використовувалося під кінотеатр, пізніше його було передано під музичну школу.
Діяльність Польського Народного Дому в Чернівцях було відроджено завдяки ініціативі чернівецького обласного Товариства польської культури імені А. Міцкевича і активній підтримці депутатів міської ради Чернівців.

Сьогодні у цьому будинку працює Товариство польської культури імені Адама Міцкевича, якому передали в користування декілька кімнат у лівому крилі споруди.

### Румунський Народний Дім у Чернівцях

Старий Румунський Народний Дім у Чернівцях

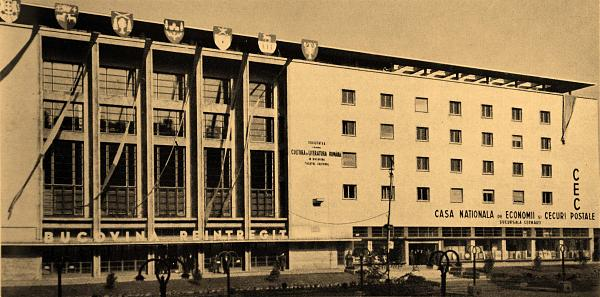
Новий Румунський Народний Дім у Чернівцях

Румунський Народний Дім був тісно пов'язаний з діяльністю «Товариства румунської культури та літератури на Буковині», яке фактично було його засновником.

В 1897 році це товариство викуповує відомий у місті готель «Вайс» на площі Рингплац (тепер — Центральна площа). В це приміщення поступово переходять усі культурні та благодійні товариства румунської громади.

У 1918 році постало питання про нову споруду Румунського Дому (Палацул културал), оскільки приміщення старого готелю «Вайс», де воно розташовувалося з кінця XIX століття, не відповідало вимогам часу.

Будівництво Палацу було завершено на початку 1940 року, хоча товариство переселилося туди тільки в травні, коли були повністю виправлені всі дрібні недоробки. Залишилось встановити тільки ліфт.

А вже 28 червня 1940 року у Чернівці ввійшли радянські війська і приміщення передали під різні установи.

Після повернення Радянської Армії в 1944 році і до проголошення Незалежності України у будинку розташувався гарнізонний Будинок офіцерів.

Після проголошення в 1991 році незалежності України приміщення Будинку офіцерів було передано в оренду різним комерційним структурам.

Більша частина будівлі, де знаходився Румунський Дім до 1940 року (Центральна площа, 6), належить Чернівецькому обласному апеляційному суду, а на першому поверсі розташований Румунський Дім (румунське Товариство імені М. Емінеску).